# طريق الخروج من الغرب (فلم 1937)
طريق الخروج من الغرب (بالإنجليزية: Way Out West) هو فيلم كوميدي صدر في سنة 1937 بطولة لوريل وهاردي وإخراج جيمس دبليو هورن.

## طاقم التمثيل
- ستان لوريل
- أوليفر هاردي
- شارون لين
- جيمس فينلايسون
- روزينا لورانس
- ستانلي فيلدس
- فيفيان أوكلاند
- ذا أفالون بوير
- داينا

## وصلات خارجية
- طريق الخروج من الغرب على موقع IMDb (الإنجليزية)
- طريق الخروج من الغرب على موقع روتن توميتوز (الإنجليزية)
- طريق الخروج من الغرب على موقع قاعدة بيانات الأفلام العربية
- طريق الخروج من الغرب على موقع ألو سيني (الفرنسية)
- طريق الخروج من الغرب على موقع Turner Classic Movies (الإنجليزية)
- طريق الخروج من الغرب على موقع أول موفي (الإنجليزية)
- طريق الخروج من الغرب على موقع فيلمافينيتي (الإسبانية)
- طريق الخروج من الغرب على موقع قاعدة بيانات الأفلام السويدية (السويدية)
- طريق الخروج من الغرب على موقع قاعدة بيانات الفيلم (الإنجليزية)
- طريق الخروج من الغرب على موقع ليتربوكسد (الإنجليزية)
- Way Out West at Trailers from Hell